# دي هافيلاند فامباير
دي هافيلاند فامباير (بالإنجليزية: de Havilland Vampire)‏ هي طائرة مقاتلة أنتجت في بريطانيا. من صناعة دي هافيلاند. كانت تستخدم بشكل أساسي من قبل سلاح الجو الملكي. كان أول طيران لها في 20 سبتمبر 1943. دخلت الخدمة في 1945، انتهت خدمتها في 1979. وعملت فامباير مع العديد من القوات الجوية في جميع أنحاء العالم.